# Thesmophorien

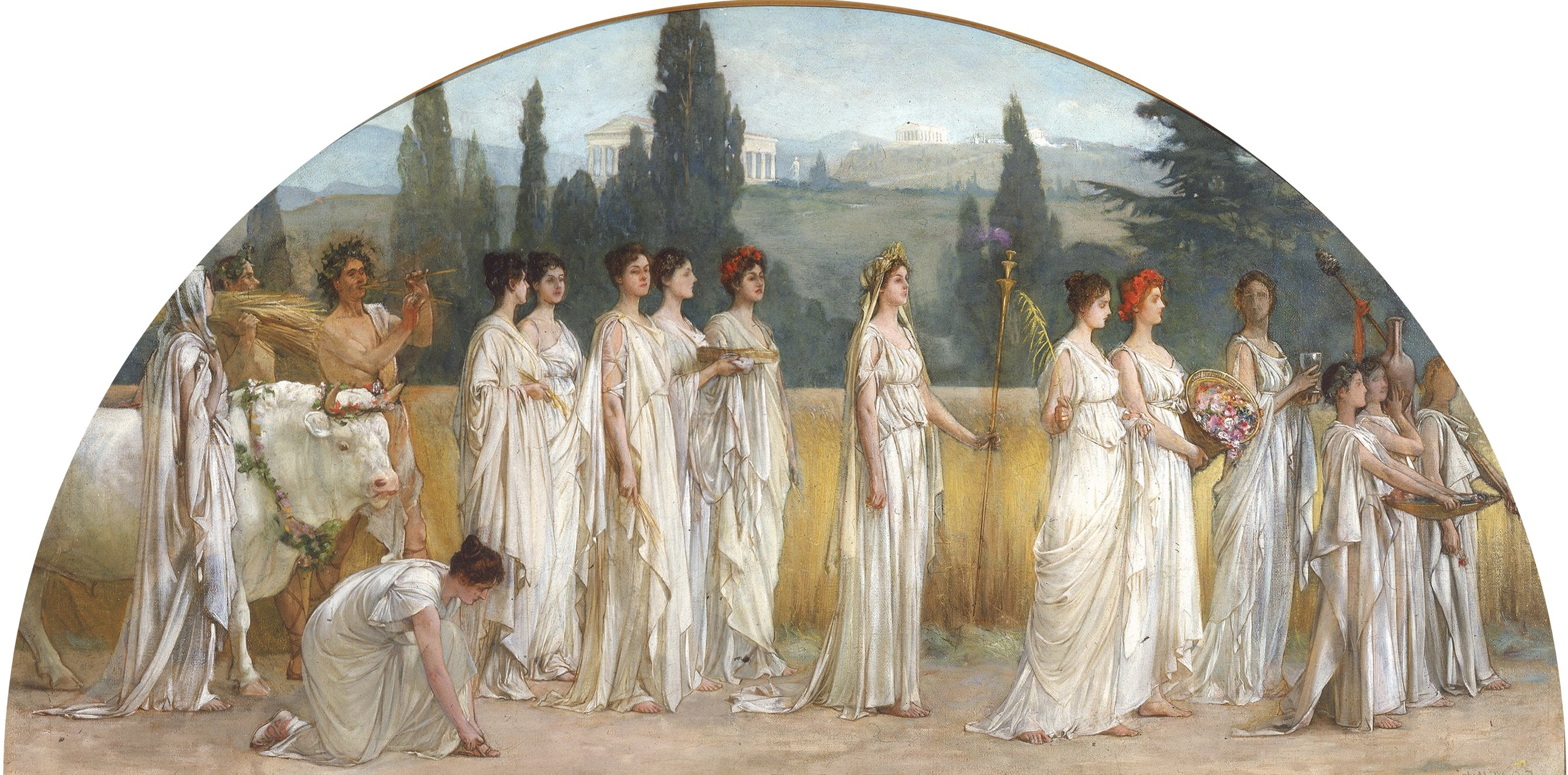
Thesmophorien von Francis Davis Millet, Brigham Young University Museum of Art

Die Thesmophorien waren ein altes mysteriöses Fest, welches in Athen und vielen anderen Orten Griechenlands am 11., 12. und 13. Tag des Monats Pyanopsion (Oktober/November) nach Bestellung der Wintersaat gefeiert wurde, und zwar zu Ehren der Demeter Thesmophoros, d. h. der gesetzgebenden Demeter, der Gründerin des Ackerbaues, der bürgerlichen Gesellschaft sowie der rechtmäßigen Eheverbindung.
Von der Festfeier, die der Hauptsache nach in einer Prozession der Frauen nahe dem Demetertempel am Vorgebirge Kolias bestand und mit einem Festschmaus unter mimischen Tänzen und Spielen endete, waren die Männer streng ausgeschlossen. Die Männer waren aber zur Finanzierung der Festlichkeiten verpflichtet. In Athen fanden Teile der Ritualhandlungen auf der Pnyx statt. Die Männer überließen diese dafür den Frauen. Diese Punkte zeugen von der Wichtigkeit des Festes für die gesamte Gemeinschaft.